# Lioparus chrysotis
La fulveta dorada (Lioparus chrysotis) es una especie de ave paseriforme de la familia Sylviidae que vive en Asia.

## Distribución y hábitat
Se encuentra en los bosques de regiones templadas y bosques de montaña a lo largo del Himalaya, sus estribaciones orientales y gran parte del interior de China; distribuido por Birmania, Bután, China central y suroccidental, el norte de la India, Nepal y el norte de Vietnam.

## Taxonomía
Tradicionalmente se clasificaba con el resto de fulvetas del género Alcippe dentro de la familia Timaliidae, pero los análisis genéticos revelaron que estaba más cercana a los miembros del género Sylvia, por lo que se trasladó a la familia Sylviidae, dentro de su propio género Lioparus.